# 무령왕 발받침
무령왕 발받침(武寧王 足座)은 충청남도 공주시 무령왕릉 목관 안에서 발견된 장의용 나무 발 받침으로 왕의 발 받침대이다. 국립공주박물관에 소장, 전시되고 있다. 1974년 7월 9일 대한민국의 국보 제165호로 지정되었다.

## 개요
무령왕릉 목관 안에서 발견된 왕의 발을 받치기 위한 장의용 나무 발 받침이다. 
윗부분이 넓고 아랫부분이 좁은 사다리꼴 통나무의 중앙을 W자로 깊게 파서 양 발을 올려놓게 만들었다. 전면에 검은색 옻칠을 하고 폭 0.7㎝정도의 금판을 오려 거북등 무늬를 만들었으나 일부는 떨어져 없어졌다. 6잎의 금꽃을 거북등 무늬 모서리와 중앙에 장식하고, 꽃판 가운데에 옛날 부인의 머리장식 중 하나인 보요(步搖)를 매달아 화려함을 더해주고 있다.

## 사진

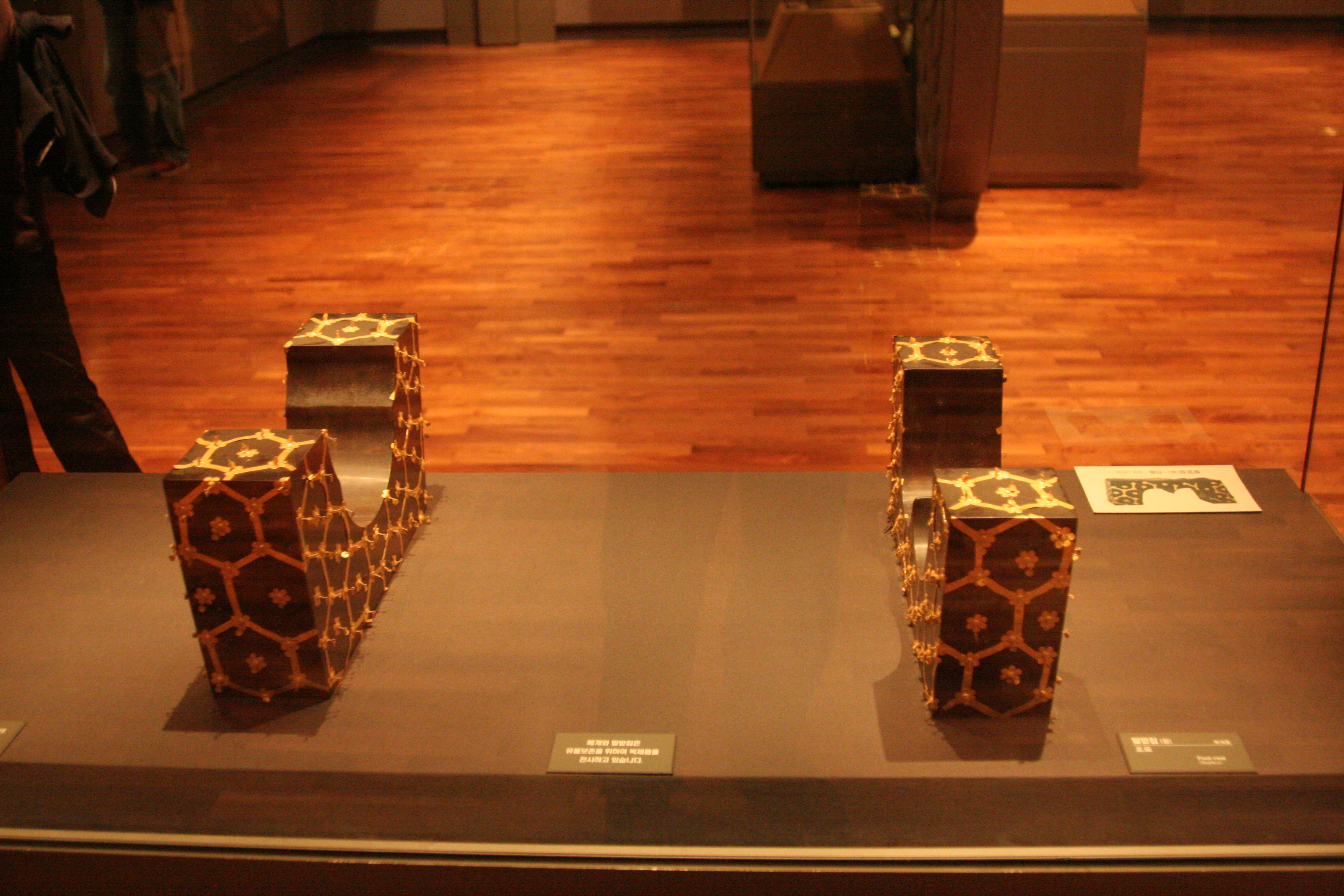

## 같이 보기
- 무령왕릉

## 참고 자료
- 무령왕 발받침 - 국가유산청 국가유산포털